# KAI YOSHIHIRO Big History 1974-2000 "STORY OF US"
『KAI YOSHIHIRO Big History 1974-2000 "STORY OF US"』（甲斐よしひろ　ビッグ・ヒストリー 1974-2000　ストーリー・オブ・アス）は、2000年5月17日に発売された甲斐よしひろの映像作品。

## 解説
デビュー25周年を記念して制作されたヒストリー映像集。
甲斐オフィスの倉庫から発見されたライヴ映像やプロモーション・ビデオなど作品全体の約80%が2000年発売当時の未発表映像となっている。
巻頭に小室哲哉とCHAGE、曲間に本人や甲斐バンドのメンバーのインタビューも収録している。
インナーには、2000年4月付での音楽評論家萩原健太による作品全曲の解説が掲載された。
本作は、ほぼ全曲がダイジェスト編集された上で45曲収録となっている。

## 収録曲
1. ポップコーンをほおばって　[from '82 日本武道館]
2. バス通り
3. 週末　[from '77 渋谷公会堂]
4. 裏切りの街角　[from TVK ヤング・インパルス]
5. テレフォン・ノイローゼ　[from '78 日比谷野外音楽堂]
6. きんぽうげ　[from '80 日本武道館]
7. 最後の夜汽車　[from '77 渋谷公会堂]
8. 氷のくちびる　[from '77 渋谷公会堂]
9. グッドナイトベイビー　[from '78 日比谷野外音楽堂]
10. 翼あるもの　[from '81 花園ラグビー場]
11. LADY　[from '78 日比谷野外音楽堂]
12. HERO(ヒーローになる時、それは今)　[from '80,'86,'96 日本武道館]
13. 100万$ナイト　[from THE BIG GIG]
14. 安奈　[from '80 日本武道館]
15. 漂泊者(アウトロー)　[from '82 日本武道館]
16. 流民の歌　[from TV SPOT "30]
17. 破れたハートを売り物に　[from '81 花園ラグビー場]
18. ジャンキーズ・ロックン・ロール　[from '81 花園ラグビー場]
19. ダイナマイトが150屯　[from P.V/'86 日本武道館]
20. ナイト・ウェイブ　[from '82 日本武道館]
21. BLUE LETTER　[from '82 日本武道館]
22. 観覧車'82　[from '82 日本武道館]
23. シーズン　[from P.V]
24. ブライトン・ロック　[from THE BIG GIG]
25. 東京の一夜　[from THE BIG GIG]
26. キラー・ストリート　[from '86 黒沢スタジオ]
27. ALL DOWN THE LINE-25時の追跡
28. テレフォン・ノイローゼ　[from '86 日本武道館]
29. ラヴ・マイナス・ゼロ　[from '86 日本武道館]
30. SLEEPY CITY　[from '86 黒沢スタジオ]
31. 電光石火BABY　[from P.V]
32. イエロー・キャブ　[from P.V]
33. レイン　[from P.V+'88 MZA 有明]
34. カオス　[from '88 MZA 有明]
35. I.L.Y.V.M　[from nissin パワーステーション '90]
36. ミッドナイト・プラスワン　[from アポロシアター '89]
37. スウィート・スムース・ステイトメント　[from P.V]
38. 幻惑されて
39. 風の中の火のように　[from 飛天 1999]
40. 渇いた街　[from nissin パワーステーション '95]
41. レディ・イヴ　[from P.V]
42. Love is No.1　[from P.V]
43. 三つ数えろ　[from '96 日本武道館]
44. 嵐の季節　[from '96 日本武道館]
45. 翼あるもの　[from 2000.3.10 黒姫高原の友人宅―解説文より]